# Presidente de Timor Oriental
El Presidente de Timor Oriental es el cargo que ostenta la jefatura de Estado del mencionado país.

## Timor Oriental durante la Guerra de Independencia (1975-1978)
| Presidente | Presidente | Presidente                             | Inicio                  | Fin                      | Partido  | Elecciones | Notas                                        |
| ---------- | ---------- | -------------------------------------- | ----------------------- | ------------------------ | -------- | ---------- | -------------------------------------------- |
|            |            | Francisco Xavier do Amaral (1937-2012) | 28 de noviembre de 1975 | 7 de diciembre de 1975   | Fretilin | -          | Declaró la independencia unilateral          |
|            |            | Nicolau dos Reis Lobato (1946-1978)    | 7 de diciembre de 1975  | 31 de diciembre de 1978† | Fretilin | -          | Muerto por los servicios secretos indonesios |

## República Democrática de Timor Oriental (2002-)
| Presidente | Presidente | Presidente                                                | Inicio                | Fin                   | Partido       | Elecciones |
| ---------- | ---------- | --------------------------------------------------------- | --------------------- | --------------------- | ------------- | ---------- |
|            |            | Xanana Gusmão (1946-)                                     | 20 de mayo de 2002    | 20 de mayo de 2007    | Independiente | 2002       |
|            |            | José Ramos-Horta (1949-)                                  | 20 de mayo de 2007    | 20 de mayo de 2012    | Independiente | 2007       |
|            |            | Vicente Guterres (1955-) Presidente interino              | 11 de febrero de 2008 | 13 de febrero de 2008 | CNRT          | -          |
|            |            | Fernando Lasama de Araújo (1963-2015) Presidente interino | 13 de febrero de 2008 | 17 de abril de 2008   | PD            | -          |
|            |            | Taur Matan Ruak (1956-)                                   | 20 de mayo de 2012    | 20 de mayo de 2017    | Independiente | 2012       |
|            |            | Francisco Guterres (1954-)                                | 20 de mayo de 2017    | 20 de mayo de 2022    | Fretilin      | 2017       |
|            |            | José Ramos-Horta (1949-)                                  | 20 de mayo de 2022    | Presente              | CNRT          | 2022       |